# Maledivština
Divehi (nebo též dhivehi, divechi či maledivština) (maledivsky ދިވެހ) je indoárijský jazyk používaný přibližně 300 000 mluvčími na Maledivách a ostrově Maliku. Pravděpodobně se vyvinul z jazyka Elu nebo staré sinhalštiny. Jeho vývoj ovlivnilo mnoho ostatních jazyků, především arabština. Vliv na něj však měla i sinhalština, tamilština, malajámština, hindština, francouzština, perština, portugalština a angličtina.
Díky veliké rozloze území na kterém se jednotlivé ostrovy nacházejí se především mezi severními a jižními atoly vyvinuly rozdíly ve výslovnosti i ve slovní zásobě. Obyvatelé Male tak často nerozumí dialektu z Addu.
Divehi používá zvláštní písmo jménem Thaana psané zprava doleva. Dříve byla zapisována písmem Divehi Akuru psaným zleva doprava. Používané bylo až do příchodu islámu v 16. století. Až do konce 18. století bylo běžně používáno v oficiální korespondenci s atolem Addu. Do roku 1960 pak bylo používáno na některých izolovaných ostrovech a venkovských komunitách. Poslední původní uživatel zemřel v roce 1990. Dnes se jej Maledivci učí jako druhé písmo.
Z jazyka přešlo do angličtiny například slovo atholu, v anglické i mezinárodní podobě známe jako atol.

## Příklady

### Číslovky
| Maledivsky | Transliterace | Česky |
| އެކެއް        | ekeh'         | jeden |
| ދޭއް         | dhey'         | dva   |
| ތިނެއް        | thineh'       | tři   |
| ހަތަރެއް       | hathareh'     | čtyři |
| ފަހެއް        | fa'heh'       | pět   |
| ހައެއް        | ha'eh'        | šest  |
| ހަތެއް        | ha'theh'      | sedm  |
| އަނެއް        | a'sheh'       | osm   |
| ނުވައެއް       | nuvaeh'       | devět |
| ދިހައެއް       | dhihaeh'      | deset |

## Vzorový text

### Všeobecná deklarace lidských práv
| maledivsky    | ހުރިހާ އިންސާނުން ވެސް އުފަންވަނީ، ދަރަޖަ އާއި ޙައްޤު ތަކުގައި މިނިވަންކަމާއި ހަމަހަމަކަން ލިބިގެންވާ ބައެއްގެ ގޮތުގައެވެ. އެމީހުންނަށް ހެޔޮ ވިސްނުމާއި ހެޔޮ ބުއްދީގެ ބާރު ލިބިގެން ވެއެވެ. އަދި އެމީހުން އެކަކު އަނެކަކާ މެދު މުޢާމަލާތް ކުރަންވާނީ އުޚުއްވަތްތެރި ކަމުގެ ރޫޙެއް ގައެވެ.                                                                                            |
| transliterace | Hurihā insānun ves ufanvanī, daraja āi ḥaqqu takugai minivankamāi hamahamakan libigenvā ba-egge gotuga-eve. Emīhun-naṣ heyo visnumāi heyo buddīge bāru libigen ve-eve. Adi emīhun ekaku anekakā medu mu’āmalāÿ kuranvānī uxuvvaÿteri kamuge rūḥek ga-eve. |
| česky         | Všichni lidé se rodí svobodní a sobě rovní co do důstojnosti a práv. Jsou nadáni rozumem a svědomím a mají spolu jednat v duchu bratrství. |